# Леон Штукель
Ле́он Шту́кель (словен. Leon Štukelj, 12 листопада 1898 — 8 листопада 1999) — югославський гімнаст (словенець за національністю), олімпійський чемпіон, чемпіон світу.